# مغالطه برنامه‌ریزی
مغالطه برنامه ریزی (انگلیسی: Planning fallacy) مغالطه برنامه ریزی پدیده ای است که در ان پیش بینی ها در مورد اینکه چقدر زمان برای تکمیل یک کار آینده نیاز است خوش بینی را نشان می دهد.